# Magnolia gloriensis
Espèce
Statut de conservation UICN

 DD  : Données insuffisantes
Magnolia gloriensis est une espèce de plantes à fleurs de la famille des Magnoliaceae. C'est un arbre originaire du Costa Rica et du Panama. 

## Description
C'est un grand arbre[précision nécessaire].

## Répartition et habitat
L'espèce est trouvée dans les montagnes du Costa Rica et de l'Ouest du Panama. 